# Lauren London
Lauren Nicole London (ur. 5 grudnia 1984 w Los Angeles) – amerykańska aktorka. Londyn jest znana z ról w filmach i programach telewizyjnych, w tym ATL (2006), This Christmas (2007), Madea’s Big Happy Family (2011), Baggage Claim (2013), The Game (2013-2015), Games People Play (2019), Bez wyrzutów sumienia (2021) i Wy ludzie (2023).
W 2022 roku Londyn i PUMA współpracowały przy projekcie LA Love Story. Kolekcja obuwia i odzieży inspirowana jest jej rodzinnym miastem Los Angeles. Przedmioty przedstawiają również jej zmarłego chłopaka Nipseya Hussle’a, który został śmiertelnie postrzelony 31 marca 2019 roku w Los Angeles.

## Życiorys
Lauren Nicole London urodziła się jako córka Afroamerykankiego i ojca Żyda aszkenazyjskiego w Los Angeles. Po uczęszczaniu do Palisades Charter High School na drugim roku, Londyn uczyła się w domu.

## Kariera

### 2006: Przełom zATL
London dostała również swoją pierwszą rolę filmową, grając główną rolę w filmie ATL. Za swoją pracę Londyn była nominowana do nagrody Black Movie Awards w kategorii „Najlepsza aktorka drugoplanowa”. W 2007 roku London dostała rolę w serialu komediowym HBO Entourage. Na podstawie jej występu w ATL, London dostała rolę w This Christmas z 2007 roku bez konieczności przesłuchiwania.
W 2008 roku London dostała rolę Christiny w pierwszym sezonie serialu 90210. Kolejną rolą filmową London była postać „Ivy” w Next Day Air. W tym samym roku zagrała postać Cammy Alcott w filmie Chrisa Columbusa Kocham cię, Beth Cooper. London pojawiła się także na okładkach takich magazynów jak King i Jewel.

### 2011-obecnie
London pojawiła się w filmie Madea’s Big Happy Family Tylera Perry’ego, który został wydany 22 kwietnia 2011 roku. London zagrała u boku Pauli Patton, Jill Scott i Dereka Luke’a w Baggage Claim (2013), filmowej adaptacji powieści dramatopisarza i reżysera Davida E. Talberta z 2005 roku. W 2016 roku London zagrała w filmie The Perfect Match jako „Ginger”. W 2018 roku London wystąpiła w „Lifetime Movies Always & 4Ever” oraz „Poinsettias for Christmas”.
W 2019 roku London zagrała główną bohaterkę „Vanessę King” w programie BET Games People Play. W 2021 roku London zagrała w filmie „Bez wyrzutów sumienia”. W styczniu 2023 roku London zagrał w amerykańskiej komedii „You People” na Netflix.

## Życie prywatne
London była w związku z Lil Waynem. Para miała syna Kamerona Carter, który urodził się 9 września 2009 roku. London była również w związku z Ermiasem Asghedomem, lepiej znanym jako amerykański raper Nipsey Hussle, od 2013 roku do jego śmierci 31 marca 2019 roku. Para miała drugiego syna Krossa Ermias Asghedom który urodził się 31 sierpnia 2016 roku.

## Filmografia

### Filmy
| Rok  | Tytuł                    | Rola                    |
| ---- | ------------------------ | ----------------------- |
| 2006 | ATL                      | Erin „New New” Garnett  |
| 2007 | This Christmas           | Melanie ‘Mel’ Whitfield |
| 2009 | I Love You, Beth Cooper  | Cammy                   |
| 2009 | Next Day Air             | Ivy                     |
| 2009 | Good Hair                | Herself                 |
| 2011 | Madea’s Big Happy Family | Renee                   |
| 2013 | Baggage Claim            | Sheree Moore            |
| 2016 | The Perfect Match        | Ginger                  |
| 2018 | Always & 4Ever           | Tammy                   |
| 2021 | Without Remorse          | Pam Madden Clark        |
| 2023 | You People               | Amira Mohammed          |

### Seriale
| Rok       | Tytuł                           | Rola                       |
| --------- | ------------------------------- | -------------------------- |
| 2006      | Everybody Hates Chris           | Monay                      |
| 2007      | Entourage                       | Kelly                      |
| 2008–2009 | 90210                           | Christina Worthy           |
| 2009      | Keeping Up with the Kardashians | Herself                    |
| 2011      | Single Ladies                   | Shelley                    |
| 2011      | Reed Between the Lines          | Jentry                     |
| 2013–2015 | The Game                        | Keira Whitaker             |
| 2017      | Rebel                           | Kim                        |
| 2017      | The Talk                        | Herself / Guest Co-Hostess |
| 2018      | Hip Hop Squares                 | Herself / Panelist         |
| 2018      | Poinsettias for Christmas       | Patty Mason                |
| 2019      | Games People Play               | Vanessa King               |
| 2021      | True Story                      | Monyca                     |